# Heliophanus maralal
Heliophanus maralal là một loài nhện trong họ Salticidae.
Loài này thuộc chi Heliophanus. Heliophanus maralal được Wanda Wesołowska miêu tả năm 2003.